# Иоганн Теодор Баварский
Иоганн Теодор Баварский (нем. Johann Theodor von Bayern; 3 сентября 1703, Мюнхен — 27 января 1763, Льеж) — баварский кардинал. Князь-епископ Регенсбурга с 10 октября 1721 по 23 февраля 1727. Апостольский администратор Регенсбурга с 23 февраля 1727 по 27 января 1763. Князь-епископ Фрайзинга с 23 февраля 1727 по 23 января 1744. Апостольский администратор Фрайзинга с 23 января 1744 по 27 января 1763. Князь-епископ Льежа с 23 января 1744 по 27 января 1763. Кардинал in pectore с 9 сентября 1743 по 17 января 1746. Кардинал-священник с 17 января 1746, с титулом церкви Сан-Лоренцо-ин-Пансиперна с 27 апреля 1746 по 12 февраля 1759. Кардинал-священник с титулом церкви Санта-Мария-ин-Арачели с 12 февраля 1759 по 13 июля 1761. Кардинал-священник с титулом церкви Сан-Лоренцо-ин-Лучина с 12 февраля 1759 по 13 июля 1761. Кардинал-протопресвитер с 13 июля 1761 по 27 января 1763.

## Происхождение, ранние годы и образование
Принц Иоганн Теодор Баварский родился 3 сентября 1703 года, в Мюнхене, в семьи курфюрста Баварии. Иоганн Теодор являлся восьмым ребенком принца Максимилиана II Эмануэля, курфюрста Баварии и штатгальтера Испанских Нидерландов, и его второй жены принцессы Терезы Кунигунды Собеской, дочери короля Польши Яна III Собеского. Другими детьми четы были: Мария Анна Каролина Баварская (1696—1750), Карл Альбрехт Баварский (1697—1745), будущий император Священной Римской империи Карл VII, принц Филипп Мориц Баварский(1698—1719), принц Фердинанд Мария Баварский (1699—1738), принц Клеменс Август Баварский (1700—1761), архиепископ и курфюрст Кёльнский, принц Вильгельм Баварский (1701—1704), принц Алоиз Иоганн Адольф Баварский (1702—1705); и принц Максимилиан Эмануэль Томас Баварский (1704—1709).
Сначала учился в университете Ингольштадта, в Баварии, с 1719 года по 1721 год, а затем продолжил своё образование в Сиенском университете с 1721 года по 1723 год. Получил церковную тонзуру.

## Епископ и бенефициар епископств
В пятнадцать лет, 29 июля 1719 года избран епископом Регенсбурга его соборным капитулом, оглашён папский указ об утверждении епископом, 14 октября 1721 года. Не был рукоположен в епископа до 1730 года.
13 ноября 1721 года декан Регенсбурга, Франциск Вольфганг фон Нойхаус, был назначен со-администратором по временным делам. Два дня спустя, 15 ноября 1721 года, титулярный епископ Германополиса Годфрид Йоханнес Ланверт фон Зиммерн был назначен администратором духовных дел.
26 мая 1723 года предоставлено разрешение на избрание епископом Фрайзинга. 5 ноября 1723 года избран коадъютором епископа Фрайзинга его соборным капитулом.
9 декабря 1723 года получил разрешение на избрание князем-епископом Хильдесхайма. Получил субдиаконат в 1724 году.
12 января 1725 года получил разрешение на избрание епископом Айхштета.
12 апреля 1726 года оглашён папский указ об утверждении епископом-коадъютором Фрайзинга, с правом наследования, сохраняя при этом Регенсбургское епископство. Администратор временных дел епархии Фрайзинга, с 8 марта 1727 года. Два дня спустя, 10 марта 1727 года, титулярный епископ Бель и суффраган Фрайзинга Йоханнес Зигмунд Целлер фон Лейберсдор и каноник соборного капитула Фрайзинга Иоганн Людвиг Иосиф фон Вельден, были назначены администраторами духовных дел епархии Фрайзинга.
В это время принц Иоганн Теодор был всего лишь субдиаконом и отцом незаконнорождённой дочери. Единственный администратор временных дел видения Ратисбона, с 4 сентября 1727 года. 17 декабря 1728 года предоставлено разрешение на получение диаконата и пресвитера за днями поста и молитвы.
Рукоположен в священника, 8 апреля 1730 года. 4 августа 1730 года предоставлена диспенсация по возрасту, для получения епископского посвящения (ему было 27 лет). Посвящён в епископы 1 октября 1730 года в Мюнстерском соборе своим братом Клеменсом Августом Баварским — архиепископом Кельнским, при содействии соконсекраторов Иоганна Адольфа фон Хорде, титулярного епископа Флавиополиса и Фердинанда Остерхофа, титулярного епископа Агатонице.
Администратор духовных дел епископств Регенсбурга и Фрайзинга, с 14 декабря 1730 года. Предоставлено разрешение на избрание князем-пробстом Эльвангена. Каноник соборного капитула Льежа, с 1738 года.

## Кардинал
Возведён в кардиналы in pectore на консистории от 9 сентября 1743 года, объявлен на консистории от 17 января 1746 года. Папа послал ему красную биретту с апостольским аблегатором Ладзаро Опицио Паллавичини, будущим кардиналом, с апостольским бреве от 27 апреля 1746 года. 27 апреля 1746 года получил красную шляпу и титулярную церковь Сан-Лоренцо-ин-Пансиперна.
23 сентября 1743 года предоставлено разрешение на избрание князем-епископом Шпейера.
27 декабря 1743 года предоставлено разрешение на избрание князем-епископом Льежа. 23 января 1744 года избран князем-епископом Льежа его соборным капитулом. 12 февраля 1744 года, оглашён папский указ об утверждении епископом, сохраняя в качестве апостольского администратора управление епископствами Регенсбурга и Фрайзинга.
Не участвовал в Конклаве 1758 года, который избрал Папу Климента XIII. 12 февраля 1759 года был избран для титулярной церкви Санта-Мария-ин-Арачели. 13 июля 1761 года был избран для титулярной церкви Сан-Лоренцо-ин-Лучина, с того же дня кардинал-протопресвитер.
Скончался кардинал Иоганн Теодор Баварский 27 января 1763 года, в Льеже. Тело было выставлено и похоронено в соборе Сен-Ламберт, в Льеже; его сердце, по старому обычаю баварских Виттельсбахов, было отдано на сохранение в капеллу Милости, Альтэттинга.